# Oneux (Theux)
Pour les articles homonymes, voir Oneux.
Oneux  est un village de la commune belge de Theux située en Région wallonne dans la province de Liège.
Avant la fusion des communes de 1977, le village faisait déjà partie de la commune de Theux.

## Situation
Cette petite localité ardennaise se situe sur le versant oriental de la Hoëgne à proximité de la route nationale 657 Verviers-Theux (chaussée de Verviers) à 2 km de Theux et à 7 km de Verviers.

## Description
Le village possède quelques anciennes fermettes avec cour bâties en grès. Plusieurs maisons plus récentes se sont implantées principalement au nord-est du village (chemin du Bois d'Oltmont).

## Paroisse catholique
La chapelle d'Oneux fut érigée en succursale par arrêté royal du 27 octobre 1903 (Moniteur belge du 30 octobre 1903. 

## Patrimoine
Au centre du village, se trouve l’église dédiée à Saint Georges dont l'édifice actuel a été bâti en moellons de grès au XVIIe siècle. Son origine pourrait remonter toutefois au XIIe siècle mais la première mention de l'édifice date de 1497. Un tremblement de terre endommagea la construction en 1692. La tour du clocher et les travées de la nef attenantes sont les parties les plus anciennes. La partie ouest est recouverte d'ardoises. 
Deux tilleuls séculaires se dressent à côté de l'édifice. Suivant une croyance populaire, ces arbres avaient la capacité de guérir les maux d’oreilles et de tête.
La ferme de la Tour Wolff située à proximité de l'église date de la même époque. La petite tour mi-cylindrique précédant la ferme servait de défense aux habitants d’Oneux. Comptant quatre niveaux, elle est coiffée d'une toiture hexagonale surmontée d'une girouette en fer forgé.

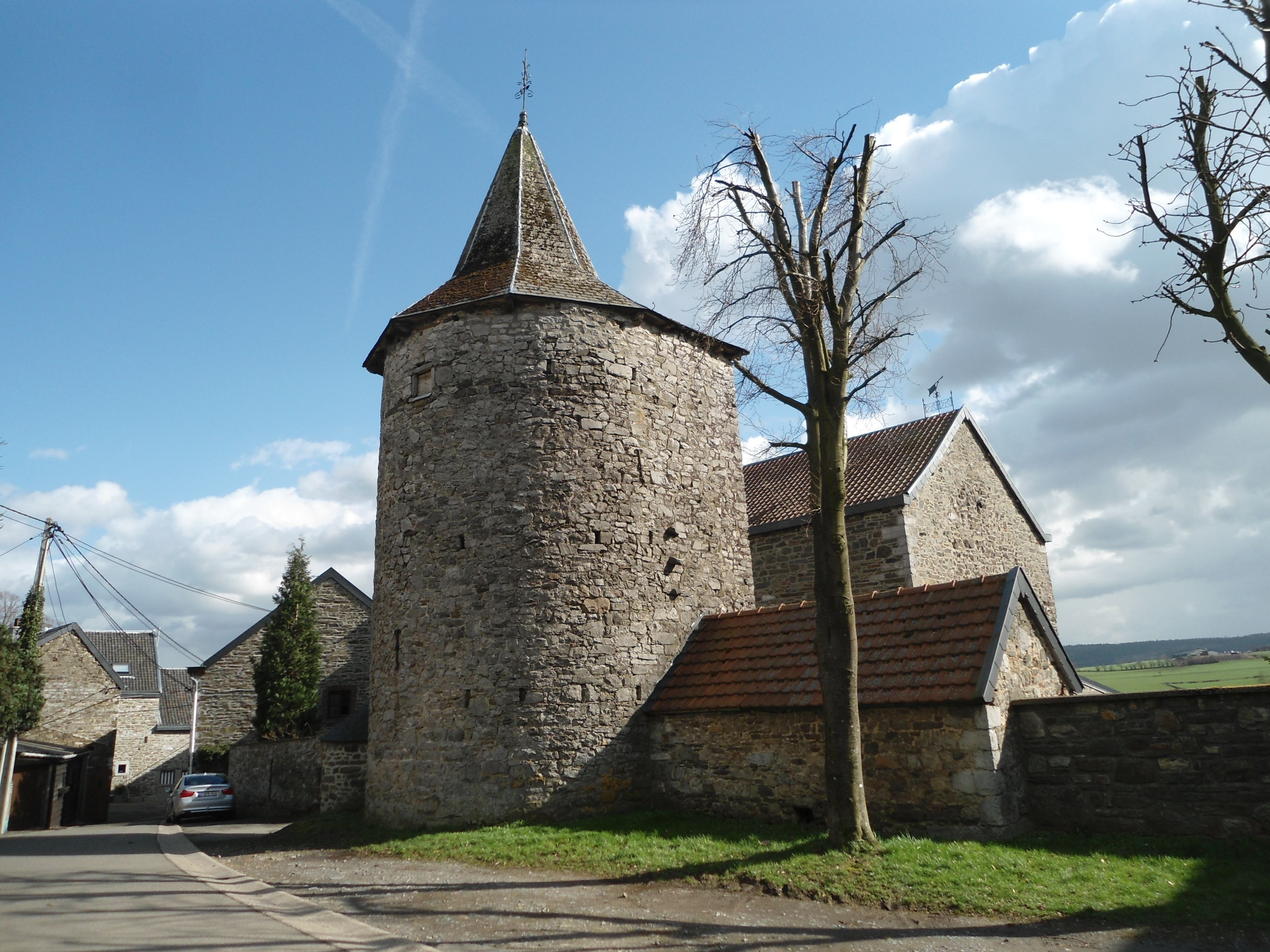
La Tour Wolff